# Рудольф Ернст
Рудольф Ернст (нім. Rodolphe Ernst; 14 лютого 1854, Відень — 1932, Фонтене-о-Роз) — австро-французький художник, гравер і художник-кераміст, найбільш відомий своїми орієнталістичними мотивами.

## Біографія
Народився 14 лютого 1854 року в сім'ї Елеонори та Леопольда Ернстів. Його батько був успішним архітектором, який заохочував інтерес сина до мистецтва.
Коли Ернсту виповнилося 15 років, у 1869, батько відправив його на навчання до Академії образотворчих мистецтв, де він сам вивчав архітектуру в 1820-х роках. Його вчителем малювання був Август Айзенменгер, портретист і спеціаліст із фрескового живопису. У 1873 році Ернст також почав навчатися в Академії у Ансельма Фоєрбаха.
Ернст покинув Академію в 1874 році, щоб вивчати старих майстрів у Римі, можливо, за пропозицією Фоєрбаха. Через два роки він переїхав до Парижа. Через смерть обох батьків Ернст вирішив покинути Австрію та вирушити до Парижа в 1876 році.
Опинившись у Парижі, Ернст став підписуватися на французький манер «Родольф» замість «Рудольф». Оселився у Монпарнасі, де жив до початку ХХ століття, поки не переїхав до Фонтене-о-Роз. Уже в 1877 році Ернст дебютував з жанровими сценами та портретами. В той час він цікавився різноманітними стилями й тематикою.
У 1885 році Ернст подорожував до Іспанії, а потім до Марокко й Тунісу. Там він зробив замальовки та сфотографував повсякденне життя мешканців. Ця подорож стала поворотним моментом для художника. Відтоді він переорієнтувався виключно на орієнталістські образи. Ернст дружив із Людвігом Дойчем, який прибув до Парижа в 1878 році й теж захоплювався орієнталізмом.
Ернст щорічно, з 1887 року, подавав картини до щорічного Салону. В 1889 році отримав бронзову медаль на виставці «Exposition Universelle». Став учителем для таких митців, як Фредерік Штайнман і Елеонора Гільда.
Ернст і Дойч у 1890 році здійснили подорож до Туреччини та Єгипту, відвідали Константинополь і Каїр, де зробили власноруч і купили багато фотографій. Ернст також зібрав колекцію предметів, які відправив до Парижа. Після цього також зайнявся виробництвом плитки, натхненної ісламською плиткою, і заявив про себе як художник-кераміст. Свій будинок у селі Фонтене-о-Роз він прикрасив екзотичними предметами, які придбав під час подорожей, а також власною фаянсовою плиткою в «османському» стилі. Крім того, він відкрив майстерню з виробництва фаянсової плитки. Ернст вирішив прийняти французьке громадянство, завдяки чому зміг залишитися у Франції під час Першої світової війни, тоді як його друг Дойч мусив виїхати, а повернувся тільки в 1920 році.
Родольф Ернст помер удома в Фонтене-о-Роз у 1932 році у віці 87-ми років.

## Галерея

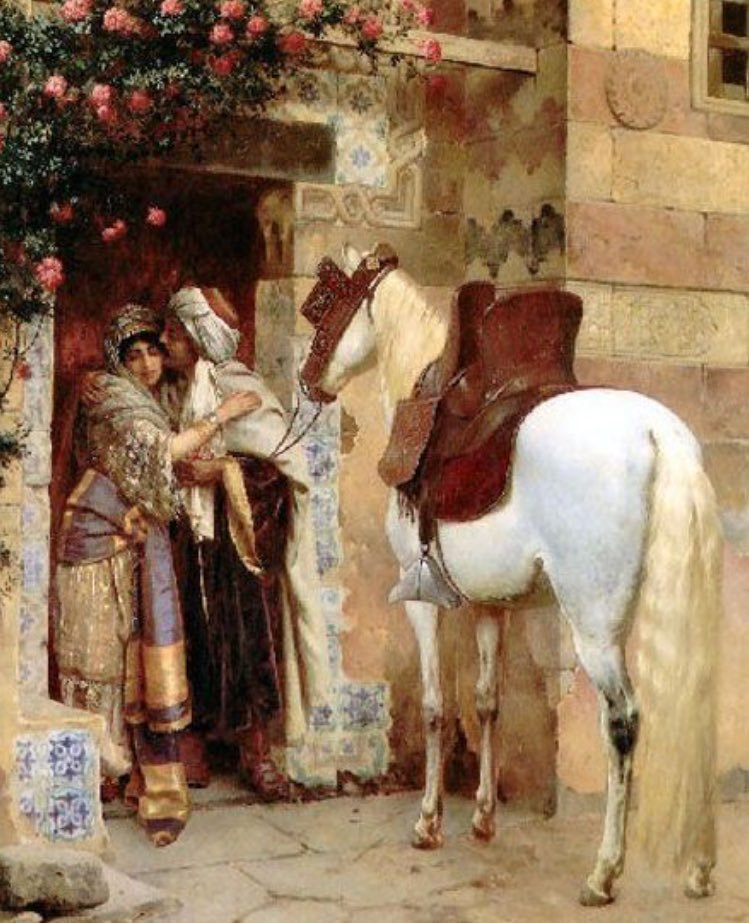
«Закохані»
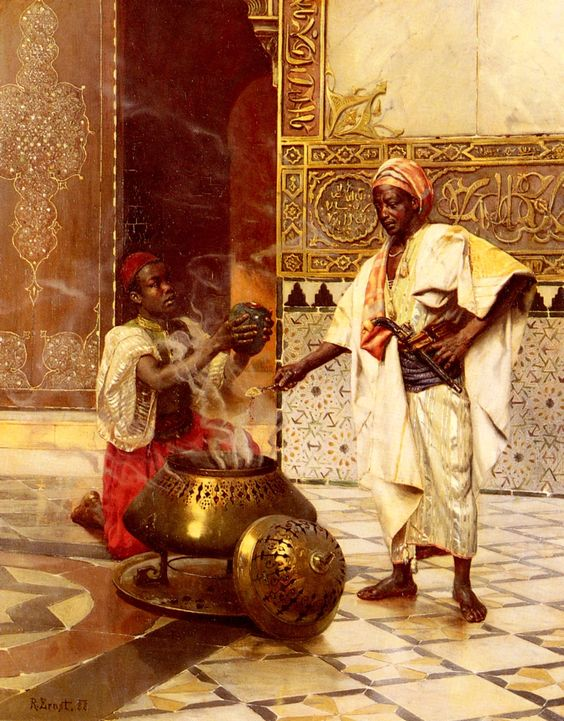
«Двоє маврів у палаці»
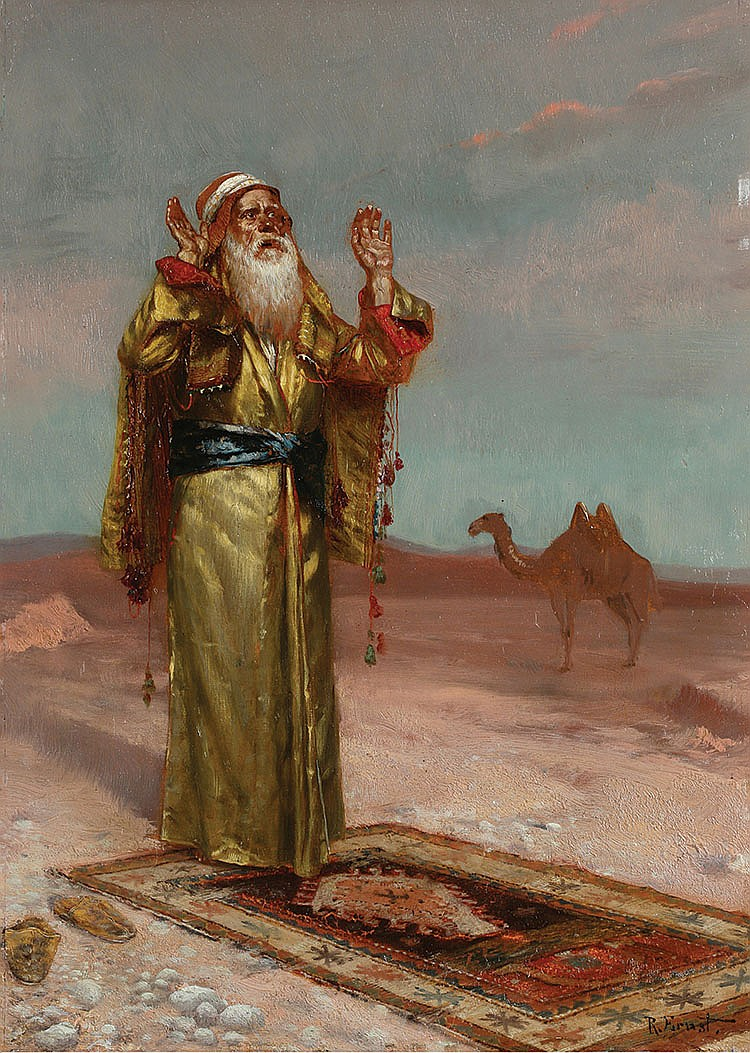
«Молитва в пустелі»
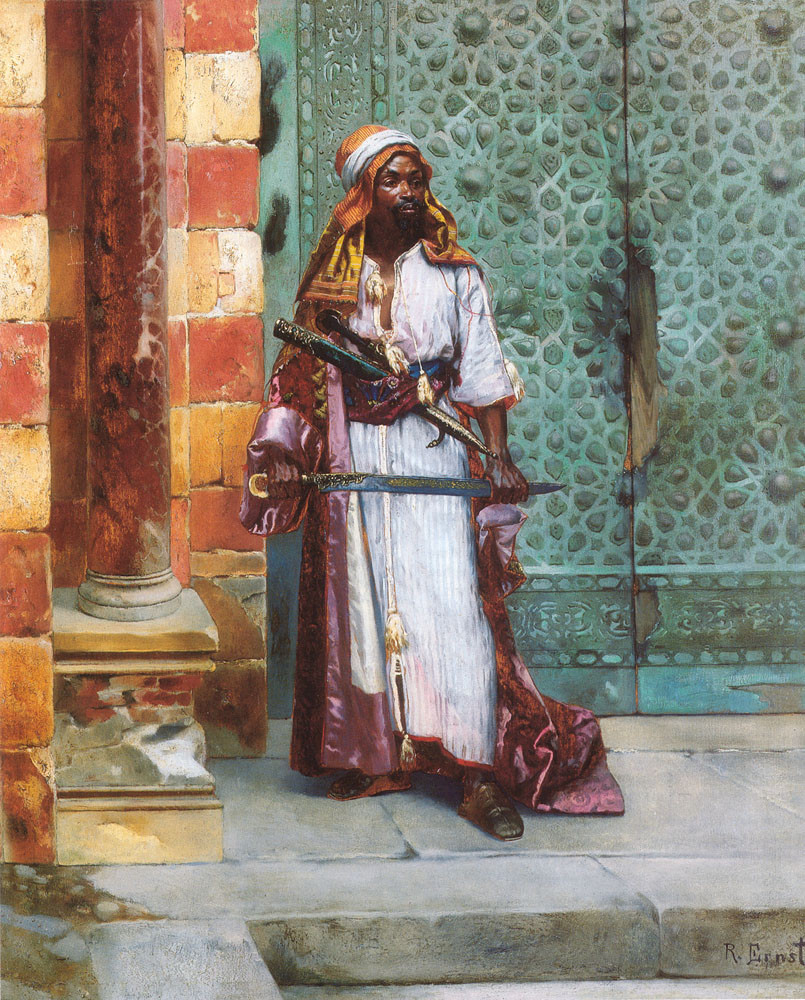
«Стоячий вартовий»
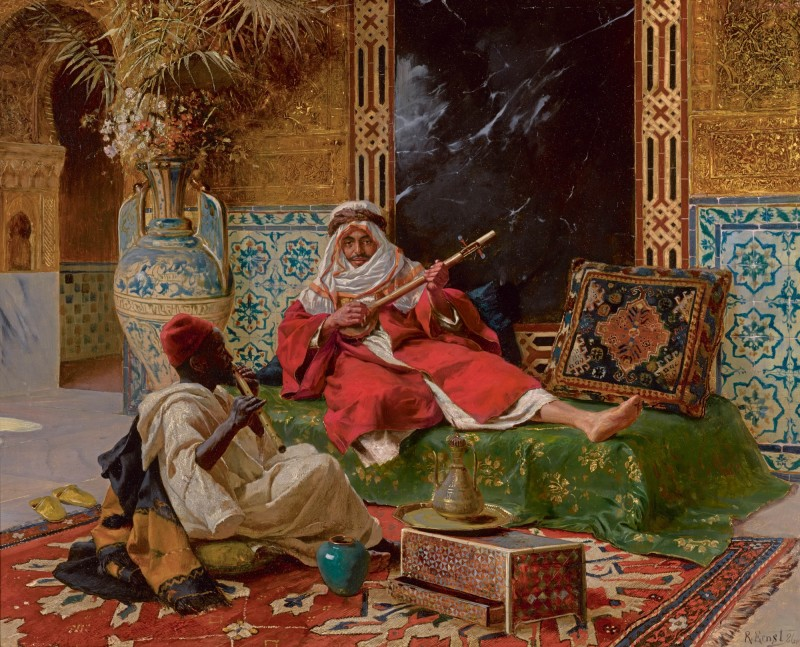
«Музиканти»
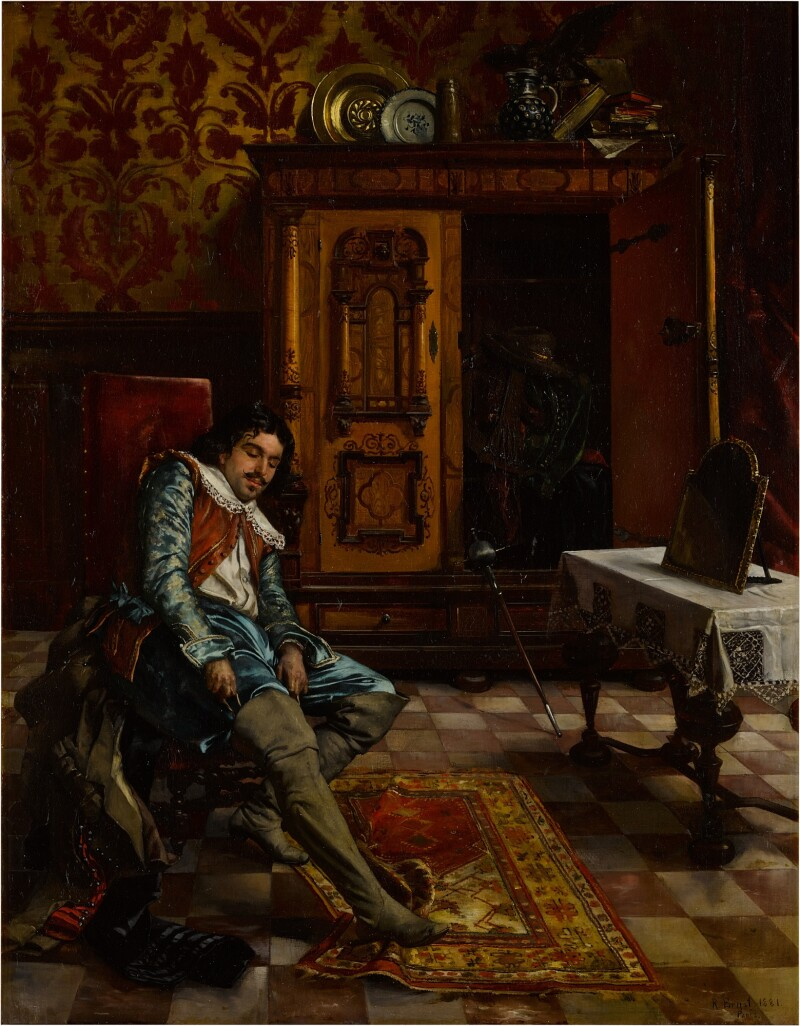
«Від'їзд»
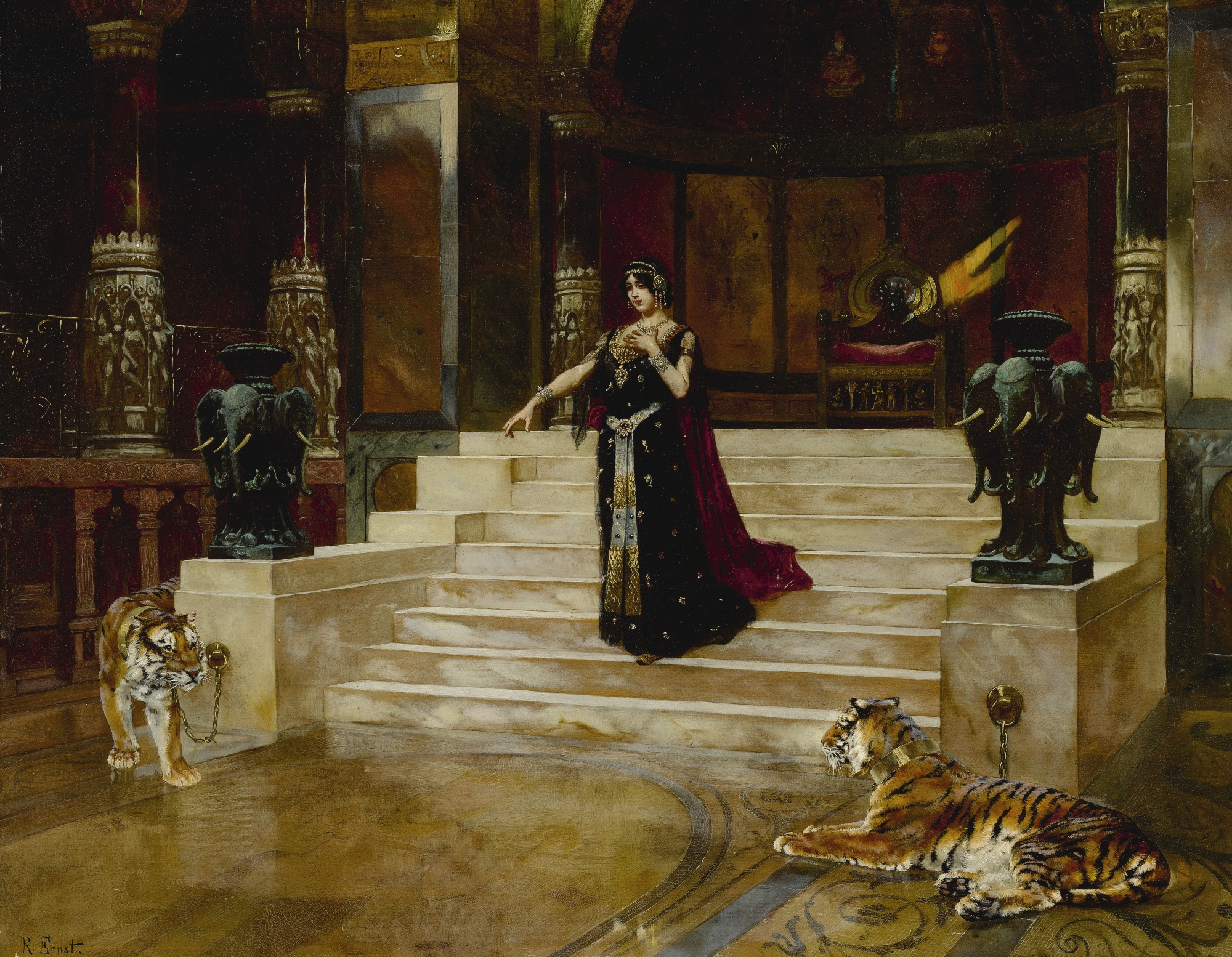
«Саломея і тигри»